# Sactos
Sactos war ein kleines arabisches Gewichtsmaß, das von Ärzten und Apothekern (Medizinal- und Apothekergewicht)  verwendet wurde.
- 1 Sactos = 1 Unze = 2 Lot (14,175 Gramm angenommen) = 28,35 Gramm